# Gyroporaceae
Gyroporaceae is een botanische naam, voor een familie van schimmels. De typesoort is Gyrosporus.

## Geslachten
Volgens de Index Fungorum bestaat de familie uit de volgende drie geslachten (peildatum januari 2022): 
- Gyroporus
- Leucobolites
- Suillus